# Matthias Anthuber
Matthias Anthuber (* 24. Januar 1959 in Bochum) ist ein deutscher Chirurg und  Handballnationalspieler.

## Werdegang
Sein Abitur machte Anthuber 1978 am Tassilo-Gymnasium Simbach am Inn. Nach seinem Zivildienst am Münchener Klinikum rechts der Isar, studierte er von 1979 bis 1985 an der Ludwig-Maximilians-Universität München (LMU) Medizin. Am 28. November 1985 erhielt er seine Approbation als Arzt. Mit einer Doktorarbeit bei Ernst Pöppel am Institut für Medizinische Psychologie der LMU wurde er 1986 zum Dr. med. promoviert. Danach war er zwei Jahre Wissenschaftlicher Assistent an der Herzchirurgischen Klinik im LMU Klinikum. 1987–1995 arbeitete er in gleicher Position an der Chirurgischen Klinik und Poliklinik des Klinikum Großhadern. Ende 1995 wurde er Oberarzt am Universitätsklinikum Regensburg und zwei Jahre später Leitender Oberarzt an der Klinik und Poliklinik derselben Klinik. 1997 habilitierte er sich. 1999 wurde er C3-Professor an der Universität Regensburg und 2002 C4-Professor auf Zeit in Regensburg. Von Oktober 2002 bis März 2003 war Anthuber kommissarischer Direktor der Klinik und Poliklinik für Chirurgie in Regensburg. Für eineinhalb Jahre war er Chefarzt der Allgemein-, Viszeral- und Gefäßchirurgie an der Kreisklinik Altötting. Seit dem 1. August 2004 ist Anthuber Chefarzt der Allgemein-, Viszeral- und Transplantationschirurgie am früheren Zentralklinikum und heutigem Universitätsklinikum Augsburg. Anthuber war Leiter des Chirurgischen Zentrums und ist seit 2010 Leiter des Transplantationszentrums am Klinikum Augsburg. 2005 wurde Anthuber zum apl. Professor der LMU ernannt. Anthuber ist verheiratet und hat drei Kinder.
Er ist seit 2005 Vorsitzender des Landesverbandes Bayern des Berufsverbandes der Deutschen Chirurgie. Vom 1. Oktober 2008 bis 30. September 2009 war Anthuber Vorsitzender der Vereinigung Bayerischer Chirurgie. 2010 wurde er zu deren Sekretär gewählt. Von 2010 bis 2012 war er außerdem Vorsitzender des Konventes der Leitenden Krankenhauschirurginnen und -chirurgen. In der Amtsperiode 2013/2014 war er Präsident der Deutschen Gesellschaft für Allgemein- und Viszeralchirurgie und veranstaltete gemeinsam mit der Deutschen Gesellschaft für Verdauungs- und Stoffwechselkrankheiten den Jahreskongress "Viszeralmedizin" in Nürnberg. 2018/2019 war er Präsident der Deutschen Gesellschaft für Chirurgie und richtete den Jahreskongress mit über 5000 Teilnehmern in München aus. Darüber hinaus war er in verschiedenen nationalen Gremien der Deutschen Chirurgie auf Beirats- und Vorstandsebene tätig. Von 2016 bis 2022 war er Mitherausgeber der Zeitschrift "Der Chirurg", heute "Die Chirurgie". 2016 erfolgte die Aufnahme in die Europäische Akademie der Wissenschaft und Künste. Anfang 2022 wurde er auf die Vertretungsprofessur "Allgemein- und Viszeralchirurgie" an der Universitätsklinik Augsburg berufen. Seit 2022 ist er Mitglied des Vorstandes der Leitenden Krankenhausärzte. Seit 2019 betreut er im Auftrag der Deutschen Gesellschaft für Chirurgie das Projekt "Organspendelauf", eine nationale Initiative um die postmortale Organspende in Deutschland zu fördern. Für sein Engagement für die Organspende in Deutschland erhielt Anthuber mit seinem Team 2019 den Organspendepreis der Deutschen Transplantationsgesellschaft, 2022 den 3. Preis des Springer Charity Awards, 2024 den Ehrenpreis für Organspende der Deutschen Stiftung Organtransplantation und der Bayerischen Staatsregierung. Außerdem erhielt er 2024 die Erinnerungsmedaille des Landkreises Augsburg für sein langjähriges Engagement für die Organspende und wurde vom Augsburg Journal zum "Augsburger des Jahres" gekürt. 

## Sportkarriere
Vor seiner medizinischen Karriere war Anthuber als Handballspieler aktiv. Er spielte zunächst für den TSV Simbach und später für die Bundesligisten TSV Milbertshofen und den MTSV Schwabing. Seit seinem sechzehnten Lebensjahr spielte er in der Jugend- und Junioren-Handballnationalmannschaft (ca. 100 Länderspiele). Anthuber war als Mannschaftskapitän Teilnehmer an der Juniorenhandballweltmeisterschaft 1979 in Dänemark und Schweden. Für die A-Nationalmannschaft bestritt er zwei Länderspiele. Beide Spiele fanden in Reykjavík gegen Island statt. Das erste Spiel fand am 14. November 1980, das zweite zwei Tage später statt. Anthuber konnte in beiden Spielen kein Tor erzielen. Seine besten Platzierungen in der Handball-Bundesliga waren jeweils ein 3. Platz, 1980 mit dem TSV Milbertshofen und 1984 mit dem MTSV Schwabing. 1986 wurde er mit dem MTSV Schwabing Deutscher Pokalsieger. Danach beendete er seine Handballkarriere.

## Ausgewählte Veröffentlichungen
- mit S Farkas, M Rihl, MD Menger, KW Jauch, F W Schildberg, K Messmer: Conditioning of liver grafts by donor bolus pretreatment with epoprostenol – In vivo microscopic analysis of impact on ischemia/reperfusion injury in rat liver transplants. Transplantation 62 (1996), S. 13–17. PMID 8693529
- mit S Farkas, M Rihl, MD Menger, FW Schildberg, KW Jauch, K Messmer: Angiotensin-converting enzyme inhibition by enalapril: a novel approach to reduce ischemia/reperfusion damage after experimental liver transplantation. Hepatology 25 (1997), S. 648–651. PMID 9049213
- mit M Mayr, H Messmann, K -W Jauch: A laparoscopic approach for the treatment of lower third esophageal diverticula. Langenbecks Arch Surg 386 (2002), S. 582–586. PMID 11914934
- mit Alois Fuerst, Florian Elser, Rita Berger, Karl-Walter Jauch: Outcome of laparoscopic surgery for rectal cancer in 101 patients. Dis Col Rectum 8 (2003), S. 1047–1053. PMID 12907898
- Traumatische Hohlorganverletzungen, in: B. Weigel, M. Nerlich (Hrsg.): Unfallchirurgie – Praxis- und Servicebuch. Springer Verlag 2002, ISBN 3-540-41115-1.
- Lebertransplantation, in: Lehrbuch für Operationspflegekräfte. Verlag Urban & Fischer 2002, ISBN 3-437-25032-9.